# Iván Melero
Iván Melero Coco (Segovia, 8 de abril de 1983) es un ex ciclista profesional español. Es hijo del exciclista profesional Carlos Melero y hermano del también exciclista profesional Óscar Melero.

## Biografía

### Ciclismo junior, juvenil y amateur
Fue campeón de España Junior en 2001. Como juvenil ganó el Campeonato de España, así como sendas etapas en Sierra Norte y Circuito Cántabro siendo también segundo en el Ranking de la Federación Española de Ciclismo. Como amateur ganó el Trofeo Vioño y la contrarreloj de la Vuelta a Tenerife.

### Ciclismo profesional
Debutó en el 2005 con el equipo Andalucía-Paul Versan donde no consiguió resultados destacables. 
En el 2006 fichó por el equipo de inferior categoría del Orbea donde en su primera temporada consiguió puestos de honor en carreras menores como un tercer puesto en la contrarreloj inicial de la Vuelta a la Comunidad de Madrid y un segundo puesto en una etapa del Tour del Porvenir. Ya en el 2007 consiguió su única victoria como profesional en una etapa del Circuito Montañés y en el 2008 consiguió el séptimo puesto en la Vuelta a la Comunidad de Madrid (que en esa temporada había subido de categoría pudiendo participar equipos UCI ProTour) gracias al cuarto puesto conseguido en la etapa montañosa.
Tras haber pasado tres años en el Orbea y ya con 25 años, debido al carácter de formación del Orbea la mayoría de corredores son sub-23 y no suelen sobrepasar los tres años en el equipo, fichó por el Burgos Monumental-Castilla y León, de igual categoría del Orbea, donde en su primera temporada no consiguió resultados meritorios. Ya en su segunda temporada en el equipo (renombrado por Burgos 2016-Castilla y León) fue la revelación de este consiguiendo el tercer puesto en la Vuelta a la Comunidad de Madrid gracias al tercer puesto conseguido en la última etapa con final en Navacerrada. Poco después fue séptimo en la Clásica de Ordizia.
Debido a esos buenos resultados fue fichado por el equipo Team Type 1 que ese año ascendía a la categoría Profesional Continental, con lo que le abría las puertas a disputar carreras internacionales de mayor nivel.

### Retirada precipitada
Sin embargo, sin haber debutado con su nuevo equipo americano, en diferentes pruebas médicas le detectaron una dilatación aórtica, por lo que tuvo que abandonar el deporte profesional.

## Palmarés
2007
- 1 etapa del Circuito Montañés

## Equipos
- Andalucía-Paul Versan (2005)
- Orbea (2006-2008)
  - Orbea (2006)
  - Orbea-Laukiz F.T (2007)
  - Orbea-Oreka SDA (2008)
- Burgos (2009-2010)
  - Burgos Monumental-Castilla y León (2009)
  - Burgos 2016-Castilla y León (2010)
- Team Type 1-Sanofi Aventis (2011)[5]